# Inetkaes
Initkaes (Jnj n.t k3=s, "portadora del seu Ka") va ser una princesa egípcia de la III Dinastia. Era filla del rei Djoser i de la reina Hetephernebti, i neta del rei Khasekhemui i Nimaathap.
Portava el títol de "Filla del Rei" i se la representa sistemàticament amb el rei Djoser i la reina Hetephernebti, garantint-ne així la filiació. Un fragment d’un relleu situat a Heliòpolis (avui al Museu de Torí) la mostra en companyia dels seus pares i la seva germana, una princesa el nom de la qual està molt malmès i que Ann Macy Roth ha reconstituït com a Niânkh-Hathor.
Al complex funerari de Djoser, a Saqqarah, s'hi van trobar fragments d’esteles que també portaven el seu nom i que la mostraven en companyia de la seva mare.